# Осада Саффолка
Осада Саффолка (англ. The Siege of Suffolk) — длилась с 11 апреля по 4 мая 1863 года и представляла собой неудачную попытку генерала Лонгстрита ликвидировать федеральный гарнизон в городе Саффолк, Вирджиния, во время американской гражданской войны. Осада Саффолка была причиной того, что дивизии Худа и Пикетта не участвовали в сражении при Чанселорсвилле. Серия сражений вокруг Саффолка иногда называется Низинной Кампанией или Низинными операциями Лонгстрита (Longstreet’s Tidewater Operations).

## Предыстория
В начале 1863 года федеральный отряд занимал вирджинский город Саффолк в 16 милях западнее Норфолка. В случае усиления он мог бы атаковать железную дорогу Петерсберг-Велдон, главную линию снабжения Северовирджинской армии. Когда завершилась Фредериксбергская кампания и Потомакская армия отступила на зимние квартиры, генерал Ли подумал, что часть Потомакской армии может быть отправлена к Саффолку. Весь январь ничего подозрительного не происходило, и только 14 февраля стало известно, что IX федеральный корпус погружен на транспорты и движется к Хэмптону. Появление крупного ветеранского подразделения в Хэмптоне означало, что в любой момент он может нанести удар: например, подняться вверх по реке Джеймс и атаковать Ричмонд. На всякий случай в Ричмонд направили дивизию Пикетта, а Джону Худу было приказано держать дивизию в готовности к переброске.
Перевод к Ричмонду двух дивизий I корпуса означал, что и его командир, Джеймс Лонгстрит должен командовать ими под Ричмондом. 18 февраля был издан соответствующий приказ: Лонгстриту было велено занять позиции под Ричмондом и доложить об исполнении Военному секретарю. В случае необходимости ему обещали передать и остальные его дивизии. Это подразумевало для Лонгстрита независимое командование. Мы не знаем, как Лонгстрит относился к этому назначению. Несколько раз он уже командовал Северовирджинской армией в отсутствие генерала Ли, и при этом давал понять Джексону, что тот должен подчиняться ему напрямую. Дуглас Фриман писал, что вкус власти вероятно не был ему неприятен, а новое назначение давало нечто большее, чем просто вкус.
25 февраля Лонгстрит официально принял командование департаментом Вирджиния и Северная Каролина, который тянулся от Ричмонда до реки Кейп-Фиер. Департамент состоял из трёх подразделений: Ричмондский департамента (ком. Арнольд Элзи), Южновирджинский департамент (ком. Самуэль Фрэнч) и Северокаролинский департамент (ком. Дэниель Хилл). Почти все командиры в департаменте были переведены из Северовирджинской армии и были хорошо знакомы Лонгстриту: Борегар, Уайтинг, Рэнсом, Эванс, Петтигрю и прочие. Эти люди были командирами очень среднего уровня, а на уровне темперамента даже и ниже среднего, и это оказало некоторое влияние на всю кампанию Лонгстрита.

## Силы сторон
Федеральными силами на вирджинском побережье командовал генерал-майор Джон Дикс. Непосредственно гарнизоном Саффолка командовал генерал-майор Джон Пек, в распоряжении которого было три дивизии:
- Дивизия Майкла Коркорана (из VII корпуса): бригады Генри Терри, Роберта Фостера и Мэтью Мёрфи
- Дивизия Джорджа Гетти (из IX корпуса): бригады Раша Хоукинса, Эдварда Харланда и Арчера Даттона.
- Резервная Дивизия Джорджа Гордона (из VII корпуса): бригады Бёрра Портера и Роберта Хьюстона.

а также два кавалерийских полка, несколько артбатарей и одна резервная бригада.
В распоряжении Лонгстрита было три дивизии и небольшой кавалерийский отряд:
- Дивизия Джорджа Пикетта: бригады Льюиса Армистеда, Монтгомери Корсе, Джеймса Кемпера, Ричарда Гарнетта и артбатальон Джеймса Деринга
- Дивизия Джона Худа: бригады Эвандера Лоу, техасская бригада Жерома Робертсона, Джорджа Андерсона, Генри Беннинга и артбатальон Матьяса Генри.
- Дивизия Самуэля Френча: бригады Мики Дженкинса и Джозефа Дэвиса.

## Наступление на Нью-Берн
Уже на второй день после принятия командования Лонгстрит предложил Хиллу атаковать город Нью-Берн. Этот город на реке Ньюс был занят федеральными войсками ещё 14 марта 1862 года и имел большое стратегическое значение. Это был удобный порт для патрульных судов и через него проходила важная железная дорога. Из Нью-берна было удобно атаковать в направлении на Голдсборо, чтобы уничтожить железнодорожное полотно и разрушить мост через реку Ньюс. 17 декабря 1862 года отряд генерала Фостера уже совершил такой набег и сжёг мост. Чтобы этого не повторилось, Лонгстрит решил отбить Нью-Берн. Он полагал, что атака с двух сторон плюс обстрел из дальнобойных орудий Уитворта заставят гарнизон капитулировать. Для этой цели Лонгстрит рассчитывал выделить несколько орудий Уитворта, часть которых находилась в распоряжении генерала Уайтинга в Уильмингтоне. Он также рассчитывал, что Уайтинг передаст Хиллу примерно 4 000 человек из своих сил, и в итоге в распоряжении Хилла будет 14 или 15 тысяч человек.
Здесь у Лонгстрита начались первые проблемы. Уайтинг категорически отказался выделять часть своих сил в помощь Хиллу, ссылаясь на то, что численность его отряда  недостаточна для обороны Уильмингтона. Он так же отказался передать Хиллу орудие Уитворта. Несмотря на это, наступление на Нью-Берн было начато. Лонгстрит направил к городу бригаду Гарнетта, а Хилл отправил бригады Петтигрю и Дэниэла с кавалерией Беверли Робертсона. Хилла очень беспокоило отсутствие подкреплений от Уайтинга, и кроме того, он был болен, и даже сомневался, что переживёт эту экспедицию. Его наступление на Нью-Берн, по мнению Дугласа Фримана, больше напоминало разведку боем. 13 - 15 марта его бригады маневрировали на обеих сторонах реки Ньюс, но попадали под огонь корабельной артиллерии. Начатая бомбардировка не дала результата, федералы потеряли всего 1 человека убитым и 4 ранеными. Генерал Фостер писал, что южане наступали слабо и неэффективно. 15 марта Хилл отвёл войска. Он жаловался на медлительность Гарнетта, на неэффективность Робертсона, и особенно на Уайтинга.

## Последствия
Успех Лонгстрита был незначителен. Он сумел провести фуражировку в окрестностях Норфолка и не дал федералам провести диверсию против Ричмонда, однако захватить федеральный гарнизон в Саффолке ему не удалось. Вместе с тем его отсутствие сказалось на ходе сражения при Чанселорсвилле, где он был бы более полезен.
Генерал Пек сумел удержать Саффолк, но не смог воспрепятствовать фуражировкам Лонгстрита. Пек получил благодарность от генерала Дикса за успешную оборону Саффолка. Он умрет в 1878 году от последствий ран, понесенных при Саффолке — во всяком случае, согласно газетному некрологу. Тот же некролог сообщает, что под Саффолком он имел 13 000 человек против 30 000 у Лонгстрита.